# Odense Staalskibsværft
Odense Staalskibsværft je dansko ladjedelniško podjetje, ki ima sedež v Odense-ju. Podjetje je znano po kontejnerskih ladjah, ki jih je gradilo za svoje starševsko podjetje Maersk. Ladje Maersk E-razred so bile nekaj časa največje kontejnerske na svetu. Leta 2009 so objavili zaprtje ladjedelnice, zadnjo ladjo so dobavili januarja 2012. Se pa velike hale in oprema še naprej uporablja za druge namene.